# Cissus furcifera
Cissus furcifera är en vinväxtart som beskrevs av Emilio Chiovenda. Cissus furcifera ingår i släktet Cissus och familjen vinväxter. Inga underarter finns listade i Catalogue of Life.